# Østslaviske sprog
De østslaviske sprog er en undergruppe af de slaviske sprog i den indoeuropæiske sprogfamilie. Med til de østslaviske sprog regnes russisk, ukrainsk og hviderussisk samt de små sprog rusinsk og pannonian rusinsk. Gammel østslavisk, der er uddød, er det østslaviske ursprog. Andre uddøde østslaviske sprog er Gammel Novgorod og Ruthensk.

## Østslaviske sprog opdeles i
- Østslavisk
  - † Gammel Novgorod
  - † Gammel østslavisk
    - † Gammelrussisk [note 1]
      - Russisk

    - † Ruthensk [note 2]
      - Hviderussisk
      - Rusinsk [note 3]
        - Pannonian Rusinsk

      - Ukrainsk

Noter:

† ~ uddød
1. ↑  LINGUIST List: Old Russian
2. ↑  LINGUIST List: Old Ruthenian
3. ↑  LINGUIST List: Rusyn

## Andre undergrupper af slavisk sprog
- Vestslavisk
- Sydslavisk